# حمزة قاسم
حمزة قاسم (1 يوليو 1933 البصرة العراق - ) هو لاعب كرة قدم عراقي يلعب كحارس مرمى.